# Зичи, Аладар
Аладар Зичи (венг. Aladar Zichy ; 4 ноября 1864, Сопонья, Фейер, Венгерское королевство— 16 ноября 1937, Будапешт ) — венгерский граф, политический и государственный деятель. Консервативный политик, член Аграрного клуба венгерских депутатов, в 1906—1910 и 1917—1918 годах — венгерский министр без портфеля. В 1927 году — депутат Венгерского парламента.

## Биография
Представитель венгерского дворянского рода Зичи.  Сын политика графа Фердинанда Зичи. Двоюродный брат министра культуры Венгерского королевства Яноша Зичи.
В 1896 году был избран в венгерский парламент, от Католической народной партии, основанной его отцом. Заседал в парламенте в течение пяти избирательных периодов до 1918 года. В 1903 году был избран председателем своей партии и занимал эту должность до распада католической народной партии (1918 год).
С 8 апреля 1906 г. по 17 января 1910 занимал пост министра при королевском дворе Королевства Венгрия, министра без портфеля Австро-Венгрии. 
С 15 июня 1917  по 18 августа 1917 года был министром без портфеля Австро-Венгрии, ответственным по делам Хорватии-Славонии-Далматии.
Участвовал в руководстве кооперативным движением, инициированным группой крупных землевладельцев и поддержанным крупными фермерами. Основал Задунайский христианский потребительский кооперативный центр.
Во время существования Венгерской Советской Республики активно участвовал в контрреволюционном движении в Сегеде. С 4 августа 1919 года был президентом Венгерского национального комитета в Сегеде.